# Electric Arguments
Electric Arguments è il terzo album dei The Fireman, il duo di musica sperimentale composto da Paul McCartney e Martin Glover. L'album è stato annunciato per la prima volta il 29 settembre 2008 sul sito ufficiale di Paul McCartney, e venne pubblicato il 24 novembre dello stesso anno sul sito di entrambi. È il primo album dei Fireman pubblicamente riconosciuto da McCartney, e la copertina presenta il nome dei componenti del duo.

## Background
L'album, differentemente dagli ultimi dei Fireman, presenta parti vocali. Ogni canzone presente sull'album fu registrata in un solo giorno, l'album di per sé in soli 13 giorni, distribuiti nel corso di un anno.
Ha debuttato al 79º posto nella classifica degli album del Regno Unito, segnando la prima apparizione dei The Fireman nelle classifiche britanniche. Apparve anche per la prima volta sulla classifica di Billboard 200, raggiungendo il 67º posto.
Il duo scelse il titolo "Electric Arguments" dalla poesia Kansas City to St. Louis di Allen Ginsberg. McCartney, alla rivista Wired, disse che l'avevano scelto perché «si è guardato alla bellezza delle combinazioni di parole e non al loro significato».
(Paul McCartney)

## Registrazione
Registrato agli Hog Hill Studios nel Sussex tra il dicembre 2007 e il giugno 2008, Electric Arguments vede McCartney alle prese con tutti gli strumenti: Youth diede il suo apporto alla chitarra in un solo pezzo, ma non è dato sapere quale. La prima canzone registrata fu Travelling light.

## Tracce
Tutte le tracce scritte da Paul McCartney.
1. Nothing Too Much Just Out of Sight – 4:55
  - Una versione modificata apparve in anteprima su BBC Radio 1 il 29 settembre 2008.[5]
2. Two Magpies – 2:12
3. Sing the Changes – 3:44
4. Travelling Light – 5:06
5. Highway – 4:17
6. Light from Your Lighthouse – 2:31
7. Sun Is Shining – 5:12
8. Dance 'Til We're High – 3:37
9. Lifelong Passion – 4:49
  - Era disponibile solo per il download in seguito a una donazione alla'associazione benefica Adopt-A-Minefield.[6]
10. Is This Love? – 5:52
11. Lovers in a Dream – 5:22
12. Universal Here, Everlasting Now – 5:05
13. Don't Stop Running – 10:31
  - La canzone termina al minuto 5:54. Una traccia bonus dal titolo Road Trip, secondo i detentori del copyright, inizia a 7:57.
14. Sawain Ambient Acapella (iTunes bonus track) - 4:53
  - Un remix di Lifelong Passion.